# Turnayolu
Turnayolu (kurd. Holik) ist ein Dorf im Landkreis Nazımiye der türkischen Provinz Tunceli. Turnayolu liegt rund fünf Kilometer nordöstlich der Kreisstadt Nazımiye auf 1600 m über dem Meeresspiegel.
Holik ist der ursprüngliche Ortsname. Er wurde bei Volkszählungen als Alternativbezeichnung verwendet.
Im Jahre 1985 lebten in Turnayolu 239 Menschen. Im Jahre 2011 waren noch 52 Menschen dort verblieben.